# The Lost Thing
The Lost Thing är en 15 minuter lång animerad australisk kortfilm från 2010, regisserad av Andrew Ruhemann och Shaun Tan. Den är baserad på en bok från 2001 skriven och illustrerad av Shaun Tan. Filmen belönades  2011 med en Oscar i kategorin Bästa animerade kortfilm.

## Handling
Den utspelar sig i en nära framtid, i ett dystopisk Melbourne i Australien. En kapsylsamlande pojke hittar en märklig varelse på en strand. Den ser ut som en blandning av en ångpanna, en krabba och en bläckfisk. Den kallas "The Lost Thing" av berättaren.
Pojken inser att varelsen kommit bort och inte hör hemma där. Han försöker hitta ägaren, men lyckas inte, på grund av alla andras ointresse. Han träffar dock en person som ger honom ett visitkort, med ett märkligt tecken på. Efter att ha letat över hela staden lyckas han hitta det och lämna varelsen där, även om han inte var säker på att varelsen verkligen hörde hemma där.

### Fotnoter
1. ↑  ”Oscar nominations 2011 in fulldate=2011-1-25”. BBC News. http://www.bbc.co.uk/news/entertainment-arts-12278412. Läst 27 februari 2011.